# Jade (Mortal Kombat)
Jade es un personaje de la saga de videojuego de peleas Mortal Kombat. Es una asesina que lleva por arma principal un bō, haciendo su debut en Mortal Kombat II (1993) como un personaje secreto no jugable y cambio de paleta verde de Kitana y Mileena. Jade hizo su primera aparición como personaje jugable en Ultimate Mortal Kombat 3, y desde entonces se ha convertido en un personaje secundario habitual en la franquicia, apareciendo en otros productos de la serie como los cómics y el largometraje Mortal Kombat: Annihilation. 
En los juegos es una de las asesinas de élite al servicio del malvado emperador del Outworld, Shao Kahn, también es la mejor amiga, guardaespaldas y confidente de la princesa Kitana, así como su compañera patriota del reino de Edenia, que fue esclavizado por Shao. A menudo se la considera uno de los personajes más destacados de la serie en lo que respecta a su jugabilidad, teniendo principalmente un buen recibimiento y críticas positivas.

## Apariciones

### En videojuegos
En Mortal Kombat II (1993), Jade fue un personaje oculto que no tuvo ningún rol en el modo historia del juego, más allá de aparecer al comienzo de combates aleatorios donde se arrojaban pistas sobre los requisitos que los jugadores debían cumplir para poder luchar contra ella. Jade lleva un atuendo color verde similar al de Mileena y Kitana, siendo una versión más rápida de esta última. En Mortal Kombat: Shaolin Monks (2005) que sirvió como reboot de MKII, ella se enfrenta y pierde su combate contra los guerreros Shaolin, Liu Kang y Kung Lao junto a Mileena y una Kitana con lavado de cerebro. Jade hizo su debut oficial como personaje jugable en Ultimate Mortal Kombat 3 (1995); que sirvió como actualización de Mortal Kombat 3, también aparece en una pequeña historia no canónica que sirvió de precuela deMK3, patrocinado por CD Projekt y publicado por la revista polaca Secret Service, donde es derrotada por Sub-Zero y se expande su historia. Ahí se supo que Jade fue una de las asesinas de élite del emperador del Outworld Shao Kahn, junto a Kitana, con quien compartió una estrecha amistad.
Después de que Kitana huyera al Earthrealm al ser juzgada por asesinar a Mileena, Shao Kahn le ordena a Jade y Reptile traer de vuelta a la princesa con vida; Jade se vio obligada a elegir entre desobedecer a su superior o traicionar a su amiga. Cuando Jade y Reptile localizan a Kitana, la primera impide que la última la asesine. Convencida por las acciones de Reptile y las palabras de Kitana, Jade se vuelve contra Kahn y ayuda a Kitana a liberar a su madre resucitada, la Reina Sindel, del control mental de Shao Kahn. Las tres se unen a los guerreros del Earthrealm para derrotar a Kahn, y después de que liberan a Edenia del Outworld, Jade sirve a Sindel y Kitana durante años.
Jade regresó como personaje jugable en  Mortal Kombat: Deception  (2004) luego de una ausencia prolongada de la serie. Ella es testigo de la muerte de los combatientes elegidos por Kitana y Raiden a manos de la Deadly Alliance (Shang Tsung y Quan Chi) y sus subsecuentes resurrección por el Rey Dragón Onaga. Jade se ve obligada a encarcelar a una Kitana con lavado de cerebro en el calabozo del palacio de Edenia, antes de liberar a Sindel y escapar con ella al Outworld, todo mientras busca venganza contra la traidora edeniana Tanya, quien se había aliado con Onaga. En el final no canónico de Sindel, ella junto a Jade localizan la tumba de Onaga cuando envía a Kitana a por ellos. Jade lucha contra su amiga antes de que Sindel mate a Onaga, rompiendo el hechizo que tenía sobre Kitana y devolviendo la paz a Edenia El final no canónico de Jade no menciona a Kitana o Sindel, en cambio se muestra como enfrenta a Tanya, Baraka, y un grupo de guerreros tarkatanos. En el modo Konquest del juego, Jade ordena al guerrero Shujinko que aprehenda al otro traidor edeniano, Rain, y lo traiga a ella.
En el "reboot del 2011", Jade nació en la realeza edeniana que sirvió a Shao Kahn cuando conquistó el reino. Después de años de riguroso entrenamiento y servicio como asesina del Outworld, Jade se ganó la reputación de ser una guerrera ágil y sigilosa. Se le otorgó el puesto de guardaespaldas de la princesa Kitana y las dos se hicieron amigas íntimas, a diferencia de su historia en  UMK3 , Jade tenía órdenes de matar a la princesa sí le era desleal al Kahn. Jade aparece en un capítulo del modo historia del juego, en el que su personalidad segura y descarada contrasta con Kitana, que lucha por cumplir las expectativas de Shao Kahn y comienza a dudar de sus orígenes. Inicialmente luchan contra los guerreros de Earthrealm, pero Jade pronto sospecha de Kitana cuando intenta descubrir sus raíces, Kitana es capturada cuando se enfrenta a Shao Kahn después de encontrarse con una grotesca clon suya llamada Mileena. Jade cambia de parecer y da su lealtad y ayuda a los guerreros de Earthrealm para liberar a Kitana del cautiverio. Más tarde se une a ellos mientras se preparan para defenderse de la invasión de Shao Kahn al Earthrealm, mientras Raiden y Liu Kang se comunican con los Dioses Antiguos, el clan ninja Lin Kuei y Sindel atacan; asesinando a Jade y sus aliados, para después ser resucitados y esclavizados por Quan Chi en el Netherealm.
Jade fue omitida de Mortal Kombat X (2015), siendo confirmado que no aparecería, sin embargo se mostró a Kitana usando las armas de Jade en su variante "Mournful". Ella no es vista ni mencionada en el modo historia del juego, pero hace un cameo en el final no canon de Kitana. "Assassin Jade" se agregó más tarde a la versión móvil de  MKX  (Actualización 1.13 en 2017) y su traje secundario, "Day of the Dead" se agregó en una actualización posterior (Actualización 1.21 en 2018).
Jade regreso como 'renacida' para Mortal Kombat 11 (2019), sirviendo a la Kitana y Liu Kang renacidos en el Netherrealm después de que se convirtieran en sus nuevos gobernadores en MKX, así como una fiel seguidora de la guardiana del tiempo, Kronika. Sin embargo, debido a sus planes para borrar a Raiden de la historia, una anomalía en el tiempo se creó inadvertidamente, trayendo al presente versiones pasadas de algunos combatientes, incluida Jade. La Jade y Kitana del pasado prestaron su apoyo al nuevo Kahn, Kotal, con quien Jade mantuvo un romance antes de ser asesinada por Sindel. Mientras lo ayudaba a rastrear a Shao Kahn, el odio de Kotal por los tarkatanos llevó a Jade a enfrentarlo y derrotarlo para evitar que asesinara inocentes, dejándolos a ambos vulnerables y siendo capturados por el ejército de Shao. Más tarde es rescatada por Kitana, Liu Kang y Kung Lao, y se une a su ejército para enfrentar a Shao, en la batalla, Kitana se convirtió en la nueva Kahn después de que Kotal le brindara el cargo al quedar incapacitado. Jade participó en la batalla final contra Kronika y sus contrapartes renacidas.
En la expansión del juego Mortal Kombat: Aftermath, Jade acompaña a Kotal a la cámara de almas para que éste recupere la movilidad en sus piernas, sin embargo, Sheeva quien intentaba resucitar a Sindel, los derrotó cuando intentaron detenerla. Posteriormente, el ejército del Earthrealm y Outworld fue emboscado y derrotado por el de Sindel y Shao Kahn.

### Otros medios
Jade tiene un papel menor en la novela de Martin Delrio para la película de acción en vivo de 1995 Mortal Kombat, basada en parte en los primeros guiones de la película de Kevin Droney, en el segundo borrador del guion de abril de 1994, Jade enfrentó a Sonya Blade pero la escena nunca se filmó. Allí se le describe como "una mujer diminuta vestida con un kimono", que realiza un baile ritual antes de atacar a Sonya con un estilete escondido en su moño, pero pierde rápidamente al ser desarmada y posteriormente fue asesinada con una patada en la cabeza Jade es retratada como una mujer asiática de pelo largo que porta un vestido de seda verde, cubierta de tatuajes de tigres y dragones, además de empuñar dos dagas en forma de media luna.
Jade fue un personaje secundario en la película de 1997 "Mortal Kombat: Annihilation", siendo interpretada por la supermodelo y actriz siberiana Irina Pantaeva con el rol de "una hermosa refugiada del Outworld". Aparece por primera vez ante Liu Kang después de que él despertara de un estado de sueño inducido por Nightwolf, quien lo había estado entrenando. En su única escena de pelea, Jade ataca a Liu Kang cuando él rechaza sus intenciones (al parecer ella realmente desarrolló "un ardiente deseo de que Kang la ame"), por lo cual ella cambia mágicamente a su característico traje verde. En cambio, su bastón fue intercambiado por una lanza que, para después de una breve pelea cuerpo a cuerpo fue sometida. Jade no tiene ningún tipo relación o interacción con Kitana en la película, y en secreto es leal a Shao Kahn mientras finge ayudar a los guerreros de Earthrealm en su intento de llevarlos a una emboscada. Al fallar en su misión, Shao Kahn hace que una gárgola de su palacio se la coma viva. Pantaeva, que hizo su debut en el cine en inglés sin tener experiencia en artes marciales, recibió seis meses de entrenamiento antes del rodaje "para que el se convirtiera en una guerrera poderosa y sensual". La escena de la pelea se filmó en Tailandia en una sola toma, y Pantaeva había disfrutado de la experiencia en la medida en que le pidió con éxito al director de Annihilation John R. Leonetti que hiciera una segunda toma.
Jade es un personaje invitado recurrente en la serie de cómics publicada por Malibu Comics, primero en la miniserie de 1995 Battlewave, en el que ella es simplemente una asesina malvada que sirve a Shao Kahn y no tenía conexión con Kitana, sino que era emparejada regularmente con Smoke. Es idéntica a Kitana, con la diferencia que es morena y emplea un par de abanicos de acero, mientras que su color verde no cambió; sus ojos están dibujados de forma variable. Jade y Smoke intentan sin éxito asesinar a Jax Briggs, Johnny Cage y Liu Kang. En el final de la miniserie de tres números de 1995 "Raiden and Kano", ella y Smoke intentan redimirse matando a Raiden, pero vuelven a fallar.
Estaba programado que Jade apareciera en un solo episodio para la serie animada de 1996 Mortal Kombat: Defenders of the Realm. Threshold Entertainment, los productores de la serie, habían publicado una guía para sus escritores antes de la producción que contenía breves biografías de los personajes de la serie, preseleccionados para su inclusión en el programa. El papel de Jade en la guía fue el de "La amiga de la infancia de Kitana que trabaja para Shao Kahn. Es atractiva, misteriosa y exótica, pero no se puede confiar en ella porque utiliza su belleza para atraer a la desprevenida presa." Sin embargo, Jade fue finalmente convertida por Threshold en un personaje original renombrado Ruby. Ruby tiene el tono de piel de Jade, pero se le dio un traje rojo para conectarla con Ermac, mientras que la biografía y su homónimo se mantuvieron intactos. En el duodécimo episodio, Ruby trabaja con Ermac para capturar y atrapar a los defensores de la Tierra en Outworld después de seducir a Jax, pero traiciona a Kahn y permite que los héroes escapen.

## Diseño
Jade debutó en Mortal Kombat II como un cambio de paleta verde de Kitana con piel más oscura y con abanicos dorados. Ed Boon dijo que inicialmente era "una versión malvada de Kitana". Mientras el juego estaba en desarrollo, el equipo quería agregar un personaje secreto basado en Katalin Zamiar, que ya había dado vida a Kitana y Mileena; El traje de Zamiar con el que dio vida a las ninjas era azul, el darle vida a la tres ninjas presentó algunos desafíos para la actriz durante la filmación, como que la parte inferior de las polainas era demasiado resbaladiza para movimientos como patadas y saltos y la parte superior tenía que sostenerse con gomas elásticas, mientras que su máscara estaba pegada a su nariz para mantenerla en su lugar. Zamiar no regresó para Ultimate Mortal Kombat 3 debido a problemas legales con Midway siendo reemplazada por Becky Gable. En ese momento, a Jade se le dieron habilidades diferentes así como su arma característica para diferenciarla de Kitana, Mileena y la debutante Khameleon. En todas sus apariciones canónicas, Jade siempre es retratada como una mujer de piel negra o morena, sin embargo, en algunas películas o juegos no canónicos es retratada como una mujer asiática o blanca. En el reinicio de 2011, Jade tiene sus atuendos clásicos de los 90s; Incluso hay una batalla secreta contra ella donde tiene por armas los abanicos de Kitana, como en MKII.
Al igual que sus contrapartes masculinas en los juegos de Mortal Kombat, Kitana, Mileena, Khameleon y Jade evolucionaron considerablemente a partir de sus diseños originales, recibiendo trajes distintos y otras características desde que la saga estrenó modelos tridimensionales. John Vogel, quien trabajó en la historia y las animaciones para Deception, dijo: «El enfoque que le hemos dado a Jade en este juego es más el de una ninja sigilosa. Aquella que se escabulle, obtiene información y realiza actividades encubiertas». Para Mortal Kombat X, del cual fue inicialmente excluida, sus ataques especiales fueron dados a Kitana por su variación de juego "Mournful", descrita en el juego como «un homenaje que le rinde Kitana a su mejor amiga caída» al emplear sus armas.
En su regreso para MK11, Jade fue encarnada por la modelo Alexis Gaube. En dicha entrega también se le puede ver a su versión "renacida", en la cual es una especie de zombi con piel agrietada y grisácea portando brillantes ojos color rojo o azul, también mostrando cambios en ciertos rasgos faciales.

## Jugabilidad
En Mortal Kombat II, Jade (descrita allí como «una guerrera no descubierta de la primera entrega») usó las armas de Kitana en particular sus abanicos, con la diferencia de ser extremadamente rápida e inmune a proyectiles. Con su debut en Ultimate Mortal Kombat 3, su arma principal se convirtió en un Bō de acero (tuvo una lanza solo para Deception y en el reboot su bastón proviene de un cilindro telescópico), también utilizado en sus fatalities, principalmente para empalar a sus oponentes. Unos de sus mejores ataques en MK11 es "Deadly Butterfly" en el que ella gira su Bō alrededor de sus manos quitando mucha vida, es difícil bloquearlo pero tampoco imposible. Su ataque de proyectil en el juego es un boomerang de tres puntas que puede ser lanzado en tres direcciones y puede ser modificado a una sola cuchilla llamado "Razor-rang". Un ataque adicional es "Pole Vault" en el que ella sobrevuela con su Bō, y en su amplificación ella se agarra al cuello de oponente y le clava su Razor-rang en la nuca. El ataque de propulsión corporal de Jade, la "Blazing Nitro Kick" una patada donde se le ve envuelta en un resplandor verde humeante, es una variante de la "Shadow Kick" de Johnny Cage. Al parecer, ese resplandor verde es una especie de "poder" o aumento ya que en otros ataques cómo "Edenian Spark" y en el "Delia's Dance" ella suelta el mismo llamativo resplandor. Al igual que Kitana, que suelta el mismo resplandor pero color azul, ¿Será algún tipo de habilidad especial Edeniana? La guía de Sega Saturn Magazine para "UMK3" describió sus movimientos especiales como «conectores a devastadores ataques en combo», y agregó que ella es difícil de derrotar cuando es controlada por la CPU.
Los movimientos de Jade junto con los de Mileena, Tanya y Kitana, se usaron en  Trilogy y Armageddon para crear a Khameleon. En la crítica del juego de 1997, GameSpot describió a Jade y Noob Saibot en Trilogy como "increíblemente poderosos, con movimientos que van desde hacer que los proyectiles sean ineficaces hasta dejar a los personajes momentáneamente impotentes". Según Total 64, «con una gran cantidad de movimientos especiales, sangrientos, mortales y algunos combos fáciles, Jade es el ave más dura del bloque». Ella fue una jefa no jugable en  Shaolin Monks , luchando al lado de Kitana y Mileena. Prima Games calificó a Jade con un puntaje de siete sobre diez (más alto que el conseguido por Kitana y Mileena), para el título de compilación de 2006 "Mortal Kombat: Armageddon", en el que se podía jugar con todo el elenco de "Mortal Kombat". Para el reboot del 2011, Prima opinó que su «velocidad, ataques seguros y habilidades de combo inteligentes la colocaron cerca de la cima del elenco».
En su regreso para MK11, Jade adquirió nuevas habilidades que están divididas en sus tres variantes competitivas: "Emerald Defender", "Jaded" y "Untamable", las cuales pueden o no tener algunas de sus movidas clásicas. La más destacada de sus variantes es "Jaded", la cual incluyó por primera vez la posibilidad de utilizar su bastón para realizar saltos.

### Movimientos
Razor-Rang: Jade lanza su Razor-Rang hacia el oponente.
Deadly Butterfly: Jade gira su Bō entre sus manos mientras va avanzando hacia el oponente.
Dodging Shadows: Aumenta un 25% de salud después de un ataque.
Temptation: Jade atrae a su oponente hacia ella, y cuando el oponente la golpee ella lo golpeará de regreso.
Blazing Nitro Kick: Jade se resbala y patea de lado la cara del oponente.
Fatal Blow: Jade se teletransporta detrás del oponente y le abre la espalda, después se teletransporta al frente y corta el cuello del oponente para que después ella salté y le clavé el Razor-Rang en la cabeza al oponente, terminando con una Blazing Nitro Kick.

### Fatalities
Bow Before Me: Jade corta las extremidades del oponente con su Bō, para así cortarle la cabeza y atravesarle su bō por la boca.
Pole Dance: Jade clava su Bō por la cabeza del oponente, y después corta su cintura, dejando sólo el torso el cual le empieza a dar vueltas, haciendo que esté baile.

## Recepción
El personaje ha recibido recepción crítica principalmente positiva. Los jugadores del juego la incluyeron entre los mejores personajes de MKII en comparación con los personajes MK3 menos interesantes. UGO clasificó a Jade 21 en su lista de 2012 de los mejores cincuenta personajes de Mortal Kombat. Ella encabezó la categoría Mortal Kombat del premio Miss of Video Games 2012 otorgado por la revista de consola polaca PSX Extreme, mientras que ocupa el decimotercer lugar en general. Sin embargo, ella estaba clasificada 59 en Den of GeekLa calificación de 2015 de los personajes de 73 jugadores de la franquicia por lo que percibieron como su falta de profundidad. Jade aparece en los juegos modernos porque estaba en Mortal Kombat II, pero realmente no trae nada a la mesa. Los admiradores votaron su 23ro en una encuesta en línea 2013 organizada por Dorkly que clasificó la lista entera de la serie.
Jade quedó en tercer lugar de cinco en la categoría Final más sexy del concurso de Vixens de videojuego 2005 de G4TV, y fue incluida entre las chicas más populares de 2011 por Univision. Complex la clasificó como la número uno en su lista de 2011 de polluelos de línea lateral con mejor aspecto en los juegos, declarando una preferencia por ella sobre Kitana, Mileena y Sonya. Nadie debería ser tan letal con un poste de stripper (está bien, quisimos decir personal), pero ella es capaz de hacer cosas increíbles con él. Jade fue catalogada como la 30 ° mejor chica de juego por GameJuego Portal PlayGame en 2014, mientras que sus pechos fueron clasificados como los terceros mejores en videojuegos por Ross Lincoln de GameFront en 2011, y séptimo mejor por Drea Avellan de Complex en 2012. Jade, Mileena y Kitana fueron todos incluidos entre los top ten Villancicos femeninos más calientes en el juego por Travis Huber de Cheat Code Central en 2014: Estoy llamando a estos personajes la trifecta del terror. O tal vez la trifecta de T & A. La clasificación de WatchMojo.com en el 2015 declaró que con su aspecto exótico, piernas largas e impresionantes y su atuendo verde y revelador, Jade es el personaje más sexy de la serie Mortal Kombat, incluso superando a la sensual Mileena.